# 早来ファーム
白老ファームYearling（しらおいファームイヤリング）は、北海道勇払郡安平町早来富岡317-1に所在する競走馬の中期育成牧場。社台グループに属する。
2002年9月の開場から2019年12月までは早来ファーム（はやきたファーム）の名称であった。

## 概要
社台グループの吉田照哉（社台ファーム代表）・吉田勝己（ノーザンファーム代表）・吉田晴哉（追分ファーム代表）が共同経営する有限会社社台コーポレーションの一部門であり、当歳の離乳後から本格的な騎乗調教が開始される1歳夏過ぎまでの約1年間の育成、馴致を行う牧場である。その役割は「競走馬の小学校」と表現される。面積は50ha。
社台コーポレーション白老ファームの生産馬のほぼ全頭が白老ファームYearlingで中期育成を受ける。その他、社台ファーム、ノーザンファーム、追分ファームの生産馬の一部も預託される。代表的な育成馬には三冠馬オルフェーヴルやその父ステイゴールド、国内外でG1・3勝のジャスタウェイなどがいる。